# Polnische Sommermeisterschaften im Skispringen 2007
Die polnischen Sommermeisterschaften im Skispringen 2007 fanden am 12. und 13. Oktober in Zakopane statt. Zunächst wurde der Meister von der Großschanze Wielka Krokiew ermittelt, ehe tags darauf von der Średnia Krokiew der Meister von der Normalschanze gekürt wurde. Beide Springen gewann Adam Małysz. Die Meisterschaften wurden vom polnischen Skiverband (PZN) organisiert.

## Programm und Zeitplan
Zeitplan der polnischen Meisterschaften:
| Datum            | Uhrzeit      | Ereignis         | Ort             |
| ---------------- | ------------ | ---------------- | --------------- |
| Sa., 13. Oktober | 12:45        | Training         | Wielka Krokiew  |
| Sa., 13. Oktober | 13:45        | Qualifikation    | Wielka Krokiew  |
| Sa., 13. Oktober | 14:45        | Erster Durchgang | Wielka Krokiew  |
| Sa., 13. Oktober | anschließend | Finaldurchgang   | Wielka Krokiew  |
| So., 14. Oktober | 11:00        | Training         | Średnia Krokiew |
| So., 14. Oktober | 12:00        | Erster Durchgang | Średnia Krokiew |
| So., 14. Oktober | anschließend | Finaldurchgang   | Średnia Krokiew |

## Ergebnisse

### Einzel Normalschanze

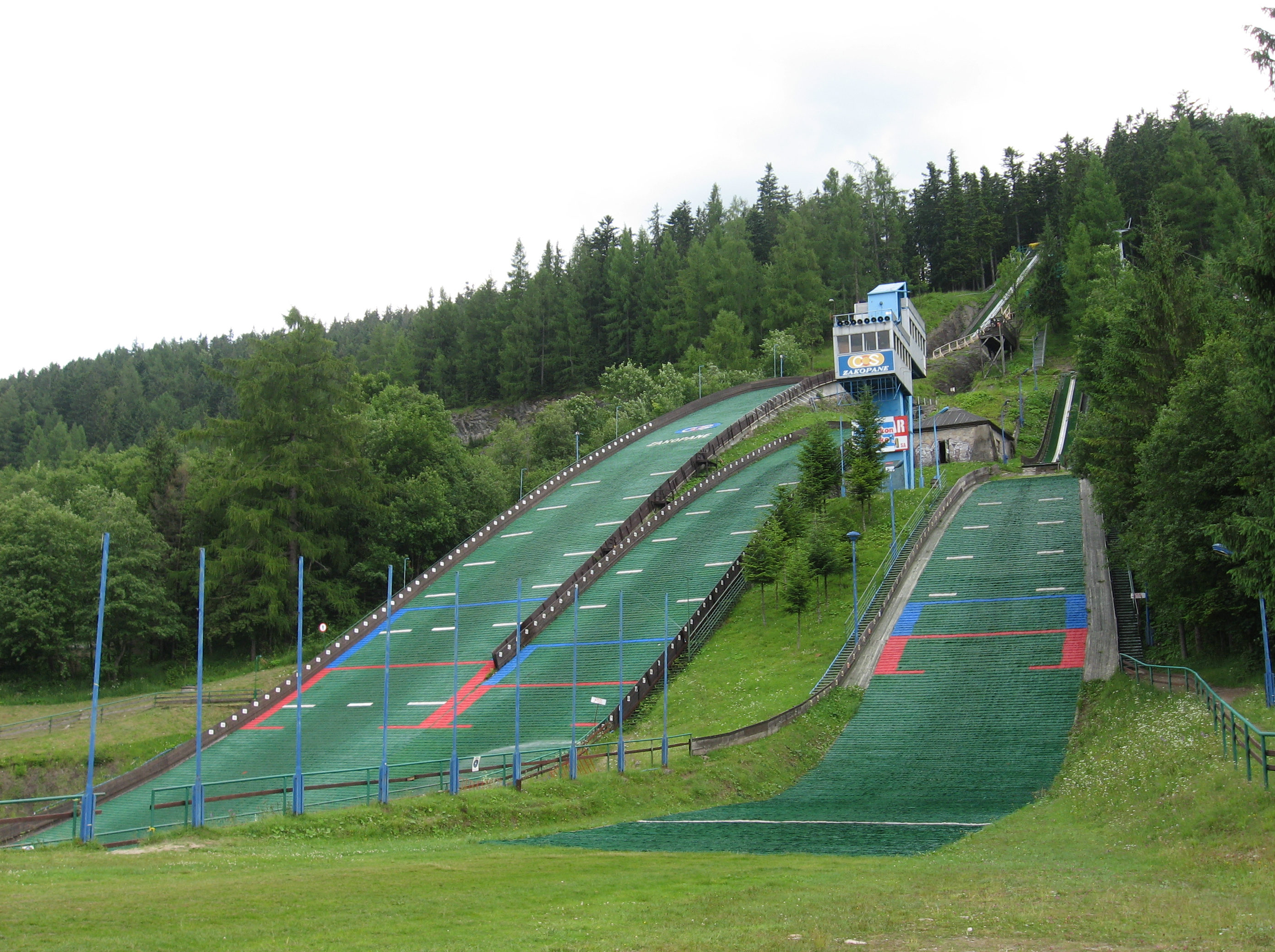
Austragungsort: Średnia Krokiew

Der Einzelwettbewerb von der Normalschanze fand am 14. Oktober 2007 auf der Średnia Krokiew (HS 94) in Zakopane statt. An der Qualifikation nahmen 93 Athleten teil. Den weitesten Sprung zeigte der spätere Meister Adam Małysz mit 90,5 Metern.
| Platz | Name                          | Verein                 | Weite 1 | Weite 2 | Punkte |
| ----- | ----------------------------- | ---------------------- | ------- | ------- | ------ |
| 01.   | Adam Małysz                   | KS Wisła Ustronianka   | 090,5   | 089,0   | 253,0  |
| 02.   | Kamil Stoch                   | LKS Poroniec Poronin   | 085,0   | 087,5   | 236,5  |
| 03.   | Klemens Murańka               | TS Wisła Zakopane      | 088,0   | 082,0   | 230,5  |
| 04.   | Marcin Bachleda               | AZS AWF Katowice       | 083,5   | 083,5   | 222,5  |
| 05.   | Tomasz Pochwała               | AZS AWF Katowice       | 082,5   | 082,0   | 217,0  |
| 06.   | Witalij Schumbarez            | SKA Tysowez            | 083,5   | 080,5   | 214,5  |
| 07.   | Maciej Kot                    | Start Krokiew Zakopane | 082,5   | 081,0   | 214,0  |
|       | Wojciech Skupień              | TS Wisła Zakopane      | 079,5   | 084,0   | 214,0  |
| 09.   | Rafał Śliż                    | KS Wisła Ustronianka   | 080,5   | 083,0   | 213,5  |
| 10.   | Piotr Żyła                    | KS Wisła Ustronianka   | 083,0   | 079,5   | 211,5  |
|       | Tomisław Tajner               | AZS AWF Katowice       | 081,0   | 081,5   | 211,5  |
| 12.   | Robert Mateja                 | TS Wisła Zakopane      | 082,0   | 079,5   | 209,5  |
| 13.   | Wojciech Gąsienica-Kotelnicki | Start Krokiew Zakopane | 082,5   | 076,0   | 202,0  |
| 14.   | Jakub Kot                     | Start Krokiew Zakopane | 081,5   | 077,0   | 201,5  |
|       | Dawid Kowal                   | Start Krokiew Zakopane | 080,5   | 078,0   | 201,5  |
| 16.   | Wolodymyr Boschtschuk         | MON Ivano-Frankivsk    | 081,0   | 077,5   | 201,0  |
|       | Krystian Długopolski          | AZS AWF Katowice       | 079,5   | 078,5   | 201,0  |
| 18.   | Stefan Hula                   | LZS Sokół Szczyrk      | 078,5   | 077,0   | 195,0  |
| 19.   | Paweł Słowiok                 | KS Wisła Ustronianka   | 078,5   | 076,5   | 193,0  |
| 20.   | Sebastian Toczek              | Start Krokiew Zakopane | 078,0   | 074,5   | 187,5  |

### Einzel Großschanze

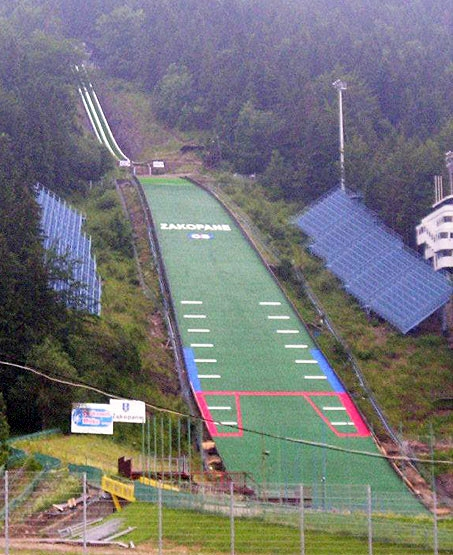
Austragungsort: Wielka Krokiew

Der Einzelwettbewerb von der Großschanze fand am 13. Oktober 2007 auf der Wielka Krokiew (K 120 / HS 134) in Zakopane statt. Nachdem 22 Athleten nach dem Qualifikationsspringen ausgeschieden sind, nahmen 50 Sportler am Meisterschaftswettkampf teil. Den weitesten Sprung zeigte der spätere Meister Adam Małysz mit 134 Metern.
| Platz | Name                   | Verein                 | Weite 1 | Weite 2 | Punkte |
| ----- | ---------------------- | ---------------------- | ------- | ------- | ------ |
| 01.   | Adam Małysz            | KS Wisła Ustronianka   | 126,5   | 134,0   | 271,9  |
| 02.   | Marcin Bachleda        | AZS AWF Katowice       | 120,0   | 130,5   | 249,9  |
| 03.   | Kamil Stoch            | LKS Poroniec Poronin   | 121,0   | 128,5   | 249,1  |
| 04.   | Rafał Śliż             | KS Wisła Ustronianka   | 122,5   | 125,5   | 244,9  |
| 05.   | Tomisław Tajner        | AZS AWF Katowice       | 121,5   | 117,0   | 223,8  |
| 06.   | Piotr Żyła             | KS Wisła Ustronianka   | 112,5   | 125,5   | 222,9  |
| 07.   | Wojciech Skupień       | TS Wisła Zakopane      | 117,5   | 119,5   | 221,6  |
| 08.   | Maciej Kot             | Start Krokiew Zakopane | 119,0   | 116,5   | 218,4  |
| 09.   | Klemens Murańka        | TS Wisła Zakopane      | 116,0   | 118,5   | 216,6  |
| 10.   | Krystian Długopolski   | AZS AWF Katowice       | 117,0   | 115,0   | 210,6  |
| 11.   | Tomasz Pochwała        | AZS AWF Katowice       | 112,0   | 116,5   | 203,8  |
| 12.   | Dawid Kowal            | Start Krokiew Zakopane | 112,0   | 116,0   | 202,9  |
| 13.   | Krzysztof Miętus       | Start Krokiew Zakopane | 113,0   | 111,0   | 194,7  |
| 14.   | Paweł Słowiok          | KS Wisła Ustronianka   | 112,0   | 111,5   | 192,8  |
| 15.   | Oleksandr Lasarowytsch | Worochta Ski School    | 114,0   | 110,0   | 192,2  |
| 16.   | Witalij Schumbarez     | SKA Tysowez            | 114,0   | 109,0   | 190,9  |
| 17.   | Jakub Kot              | Start Krokiew Zakopane | 113,5   | 107,0   | 188,4  |
| 18.   | Dawid Kubacki          | TS Wisła Zakopane      | 115,0   | 104,0   | 184,2  |
| 19.   | Robert Mateja          | TS Wisła Zakopane      | 114,0   | 104,5   | 181,8  |
| 20.   | Sebastian Toczek       | Start Krokiew Zakopane | 109,5   | 108,0   | 181,5  |

### Junioren Einzel
Normalschanze
| Platz | Name                          | Verein                 | Weite 1 | Weite 2 | Punkte |
| ----- | ----------------------------- | ---------------------- | ------- | ------- | ------ |
| 01.   | Wojciech Gąsienica-Kotelnicki | Start Krokiew Zakopane | 082,5   | 076,0   | 202,0  |
| 02.   | Dawid Kowal                   | Start Krokiew Zakopane | 080,5   | 078,0   | 201,5  |
| 03.   | Sebastian Toczek              | Start Krokiew Zakopane | 078,0   | 074,5   | 187,5  |

Großschanze
| Platz | Name                          | Verein                 | Weite 1 | Weite 2 | Punkte |
| ----- | ----------------------------- | ---------------------- | ------- | ------- | ------ |
| 01.   | Dawid Kowal                   | Start Krokiew Zakopane | 112,0   | 116,0   | 202,9  |
| 02.   | Sebastian Toczek              | Start Krokiew Zakopane | 109,5   | 108,0   | 181,5  |
| 03.   | Wojciech Gąsienica-Kotelnicki | Start Krokiew Zakopane | 112,0   | 108,0   | 174,0  |